# Starksia nanodes
Starksia nanodes är en fiskart som beskrevs av Böhlke och Springer, 1961. Starksia nanodes ingår i släktet Starksia och familjen Labrisomidae. Inga underarter finns listade i Catalogue of Life.